# Estrella roja

Una estrella roja

La Estrella Roja de cinco puntas (★), es un símbolo ideológico utilizado en emblemas, banderas, ornamentos o logotipos con propósitos muy variados.

## Uso comunista
Representa a la vez los cinco dedos de la mano del proletario y los cinco continentes, lo que se relaciona con el internacionalismo del lema marxista: ¡Proletarios de todos los países, uníos!. Citándose menos frecuentemente, se relaciona las puntas con los cinco grupos sociales que posibilitaron el tránsito al socialismo: la juventud, los militares, los obreros, los campesinos y los intelectuales.
La estrella roja fue colocada junto a la hoz y martillo en la bandera de la Unión Soviética. De ahí rápidamente diferentes tendencias comunistas fueron identificándose con este símbolo.
Semánticamente denota humanismo, tanto por el número de sus segmentos (cinco dedos, cinco sentidos) como por su color (sangre, vitalidad).
La estrella roja fue y es usada en banderas y escudos de estados socialistas, como en los de Yugoslavia o Corea del Norte. Algunas veces la hoz y el martillo son dispuestos dentro o debajo de la estrella.
Desde la caída del bloque del Este, la estrella roja es censurada en Hungría y Polonia, donde es considerado un delito mostrar o usar públicamente el símbolo.
En Venezuela, el partido que apoya al gobierno de Hugo Chávez se denomina Partido Socialista Unido de Venezuela y lleva la estrella roja como símbolo representativo del socialismo del siglo XXI.
En México, distintas organizaciones han usado la estrella roja en sus emblemas, como el Ejército Zapatista de Liberación Nacional EZLN o el Ejército Popular Revolucionario EPR.
En Argentina, como en México y como en diferentes países del mundo varias organizaciones políticas y sociales usan como símbolo la estrella roja en sus logotipos, uno de estos casos sería el Frente Popular Darío Santillán o el Partido Revolucionario de los Trabajadores.
En España es común su uso en el ámbito revolucionario o comunista tradicional, organizaciones como el PCE, el BNG (FFP, UPG, FOG, Movemento Arrendista), ERC entre otros. También ligada a sindicados de clase obrera como la CIG o CCOO. 
En el mundo de Internet y la informática, una distribución de GNU/Linux latinoamericana y comunitaria lleva dicho nombre: Estrella Roja GNU Linux.
El periódico militar de la Unión Soviética también se llamaba Estrella Roja (en ruso Krásnaya zvezdá), nombre que mantiene hoy en día como portavoz del Ministerio de Defensa de la Federación Rusa.
Asimismo, el órgano oficial del Ejército Revolucionario del Pueblo, grupo guerrillero argentino de orientación marxista que estuvo activo durante los años 1970, se denominaba Estrella Roja. Es el nombre de varias localidades de la actual Federación Rusa.
Pero, aunque es bien sabido que la estrella roja es un símbolo muy representativo del comunismo y del socialismo en general, algunos estados socialistas han optado por usar en sus banderas y en sus escudos estrellas de otros colores en lugar de rojas. Por ejemplo, la República Socialista de Vietnam y la República Popular China tienen en sus banderas y en sus escudos estrellas amarillas en vez de rojas, y la República de Cuba tiene en su bandera y en su escudo una estrella blanca en vez de una roja. Por su parte, la también socialista República Democrática Popular Lao en la actualidad no usa una estrella roja ni de ningún otro color en su bandera ni en su escudo, aunque anteriormente Laos sí usaba en su escudo la estrella roja junto con la hoz y el martillo pero estos símbolos fueron reemplazados en 1991 por el templo de Pha That Luang (en español: Gran Estupa), considerado un símbolo nacional. De los estados socialistas que hay actualmente únicamente la República Popular Democrática de Corea usa la estrella roja en su escudo y en su bandera.

## Uso histórico

### Banderas

Bandera de la URSS
Bandera de la Yugoslavia socialista
Bandera de la República Popular de Hungría (1946-1956)
Bandera de la República Socialista de Rumania (1965-1989)
Bandera de la República Popular de Bulgaria (última versión)
Bandera de la República Popular de Benín (1975-1990).
Bandera de Albania (1946-1992).
Bandera de la disuelta Liga de Comunistas de Yugoslavia.
Bandera de Yemen del Sur (1967-1990).
Bandera de Mozambique (1975-1983)

### Escudos

Escudo de la URSS
Escudo de Yugoslavia socialista
Escudo de Checoslovaquia socialista (1961-1989)
Escudo de Rumanía (1947-1989)
Escudo de Bulgaria (1971-1990)
Escudo de Benín (1975-1990)
Escudo de Albania (1946-1992)
Emblema del ERP
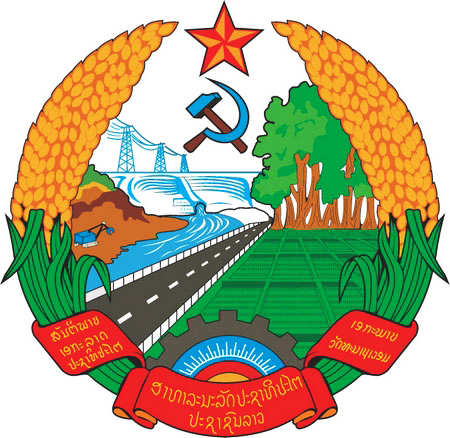
Escudo de Laos (1975-1991)
Escudo de la República Soviética de Baviera
Escudo de Hungría (1957-1990)
Escudo de Yemen del Sur (1970-1990)

## Uso actual

### Banderas

Bandera de Argelia
Bandera de Corea del Norte
Bandera de Transnistria
Bandera de Zimbabue
Bandera de la Guayana Francesa
Bandera del EZLN
Estreleira gallega
Estelada catalana
Estrelada valenciana
Estrelada aragonesa
Bandera nacionalista andaluza
Pendón estrellado castellanista
Bandera republicana española, modificada por diversos grupos comunistas españoles.
Bandera de Panamá
Bandera de Yibuti
Bandera de Birmingham, Alabama, Estados Unidos
Bandera de la República Turca del Norte de Chipre
Bandera de Nagasaki, Japón
Bandera de Túnez
Bandera de California
Bandera de Nueva Zelanda
Bandera del Cantón of Valais, Suiza
Bandera de República Federal Socialista de Yugoslavia
Bandera de Washington, D.C., Estados Unidos
Bandera de las Fuerzas Armadas Soviéticas.
Bandera de la República Árabe Siria (1930-1958).

### Escudos

Escudo de Corea del Norte
Escudo de la República Popular de Lugansk
Escudo de Transnistria
Escudo de Bielorrusia
Escudo de Mozambique
Escudo de Zimbabue

## Emblemas y logotipos
La estrella roja es el logo del proyecto Mozilla, de la cerveza Heineken y de la tienda Macy's.
El grupo musical estadounidense de metal alternativo Rage Against the Machine la usa como parte de su logotipo, pero con claras connotaciones políticas debido, principalmente, a la ideología de sus miembros Zack de la Rocha y Tom Morello.

## Usos deportivos
Varios clubes deportivos usan la estrella roja como emblema o nombre:
- Estrella Roja Belgrado
- CSKA Moscú
- CSKA Sofía
- Red Star Paris
- Slavia Praha
- Roter Stern Leipzig
- Estrella Roja, Caracas
- Estrella Roja Villa, Canarias

## Órdenes

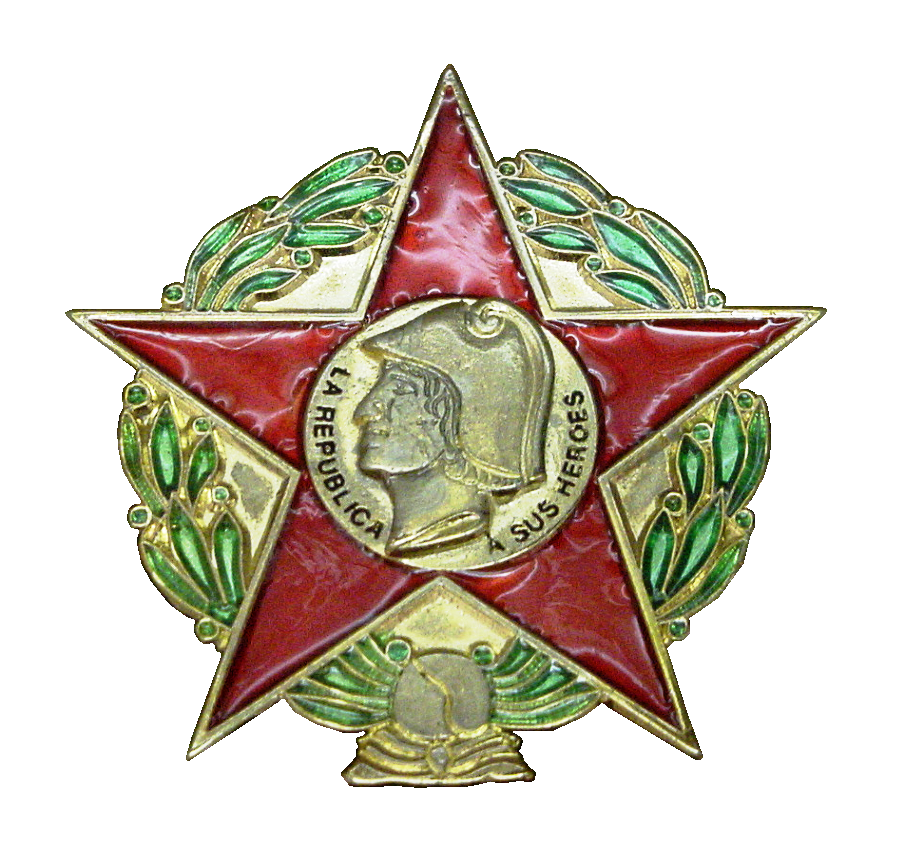
Placa Laureada de Madrid (1937-1939)
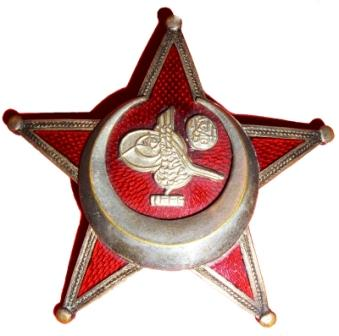
Estrella de Galípoli (Imperio Otomano) (1915)
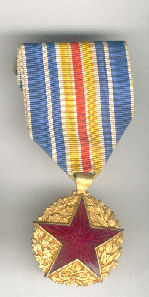
La insignia de los soldados heridos (Francia) (1915)
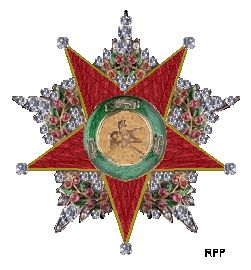
La Orden de la Caridad del Imperio Otomano (1878)
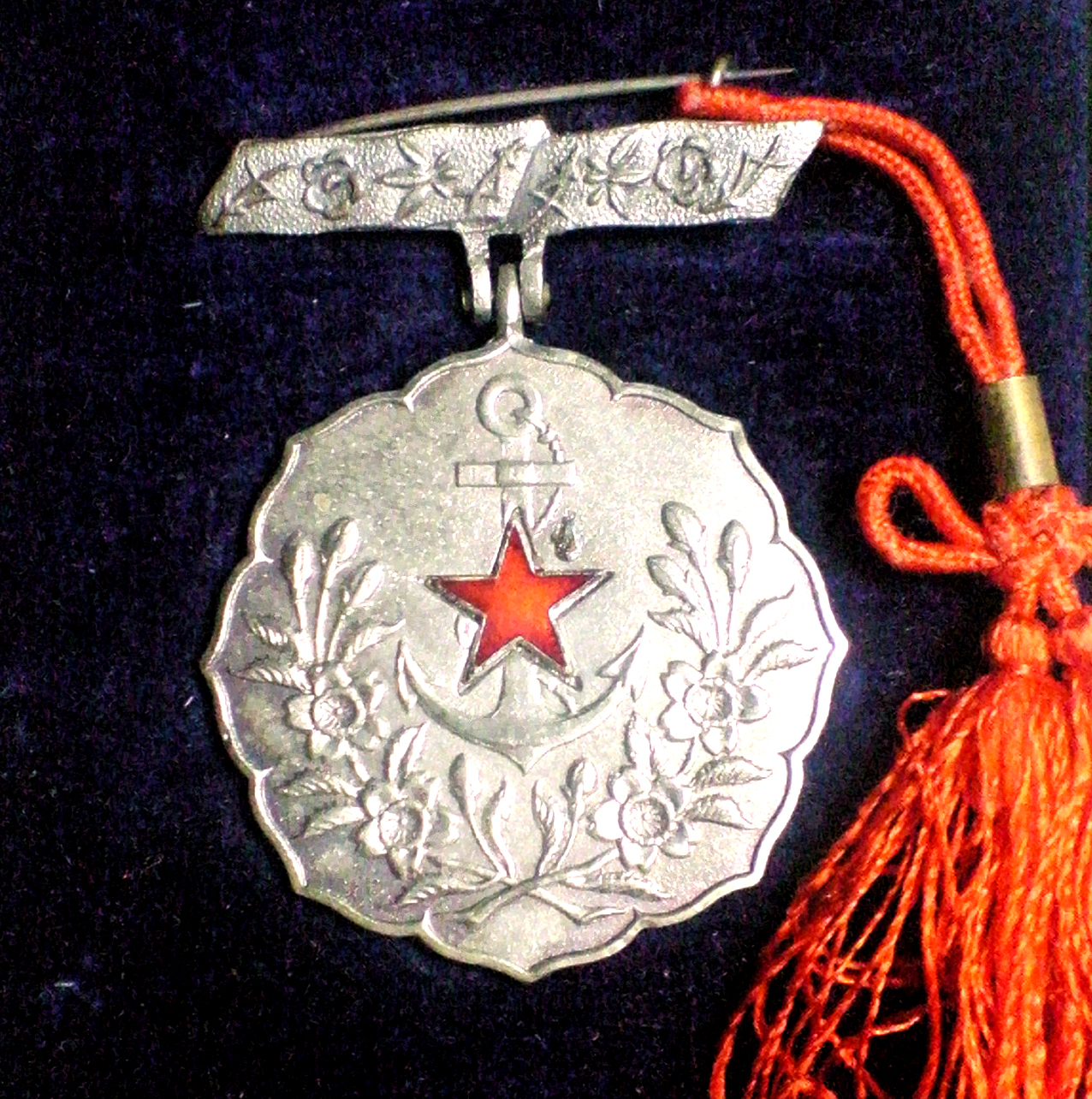
Insignia al mérito de la Asociación de Mujeres Patrióticas (Japón)
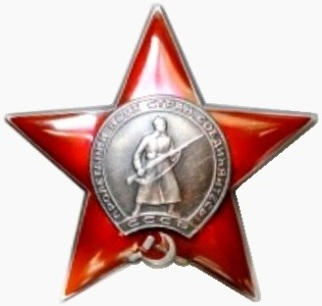
Orden de la Estrella Roja Soviética (1930)
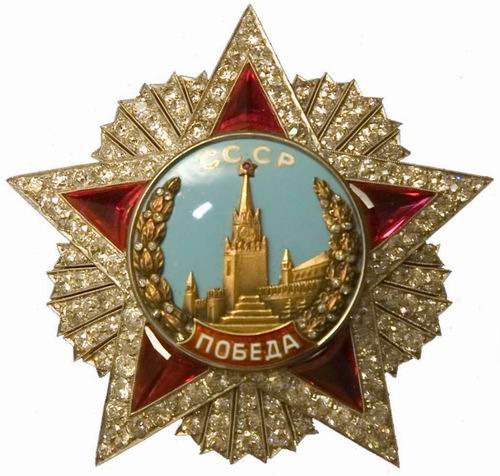
Orden de la Victoria Soviética (1945)

## Arquitectura y ventanas con vitrales

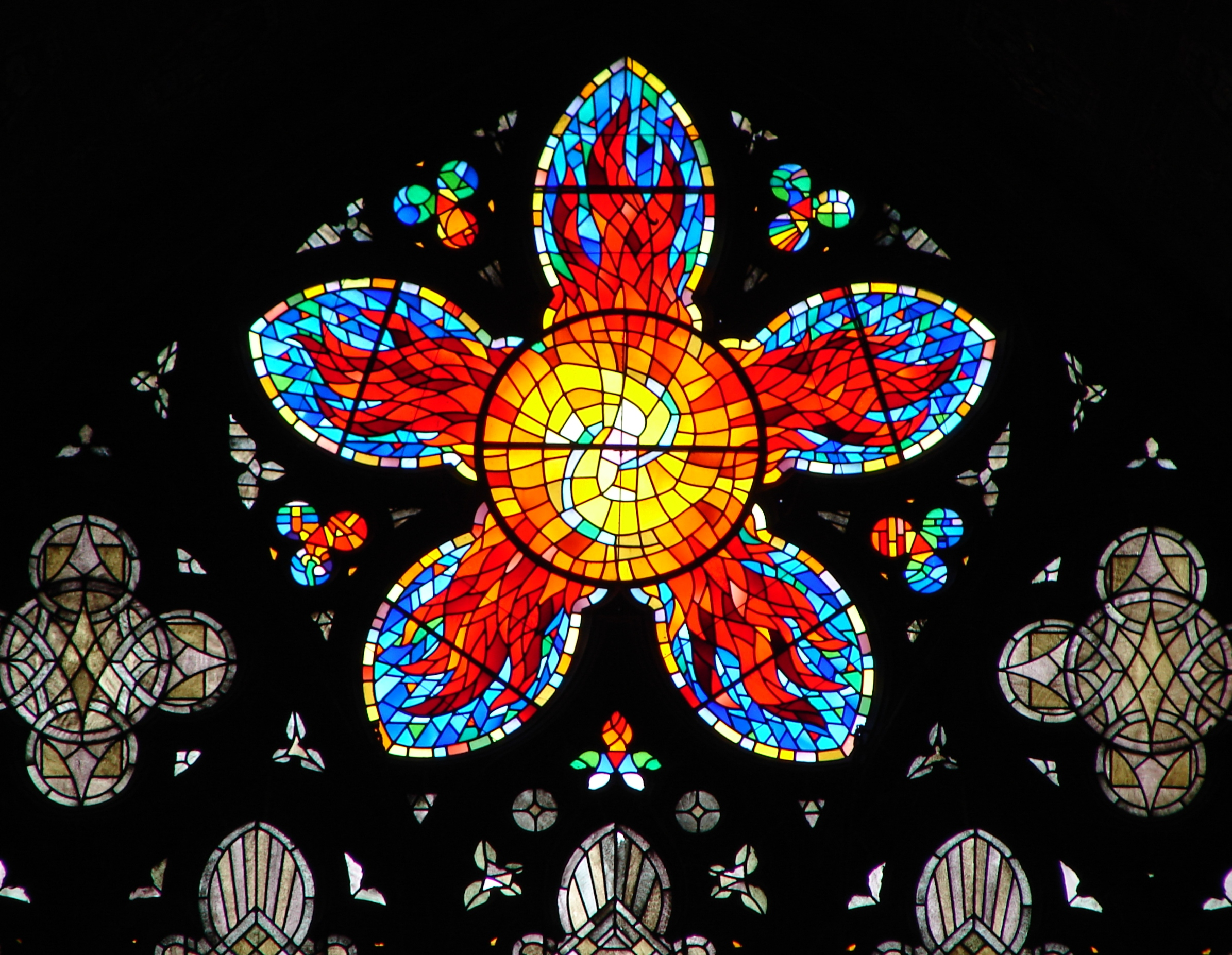
Acercamiento de vitrales en la Capilla Rockefeller en la Universidad de Chicago
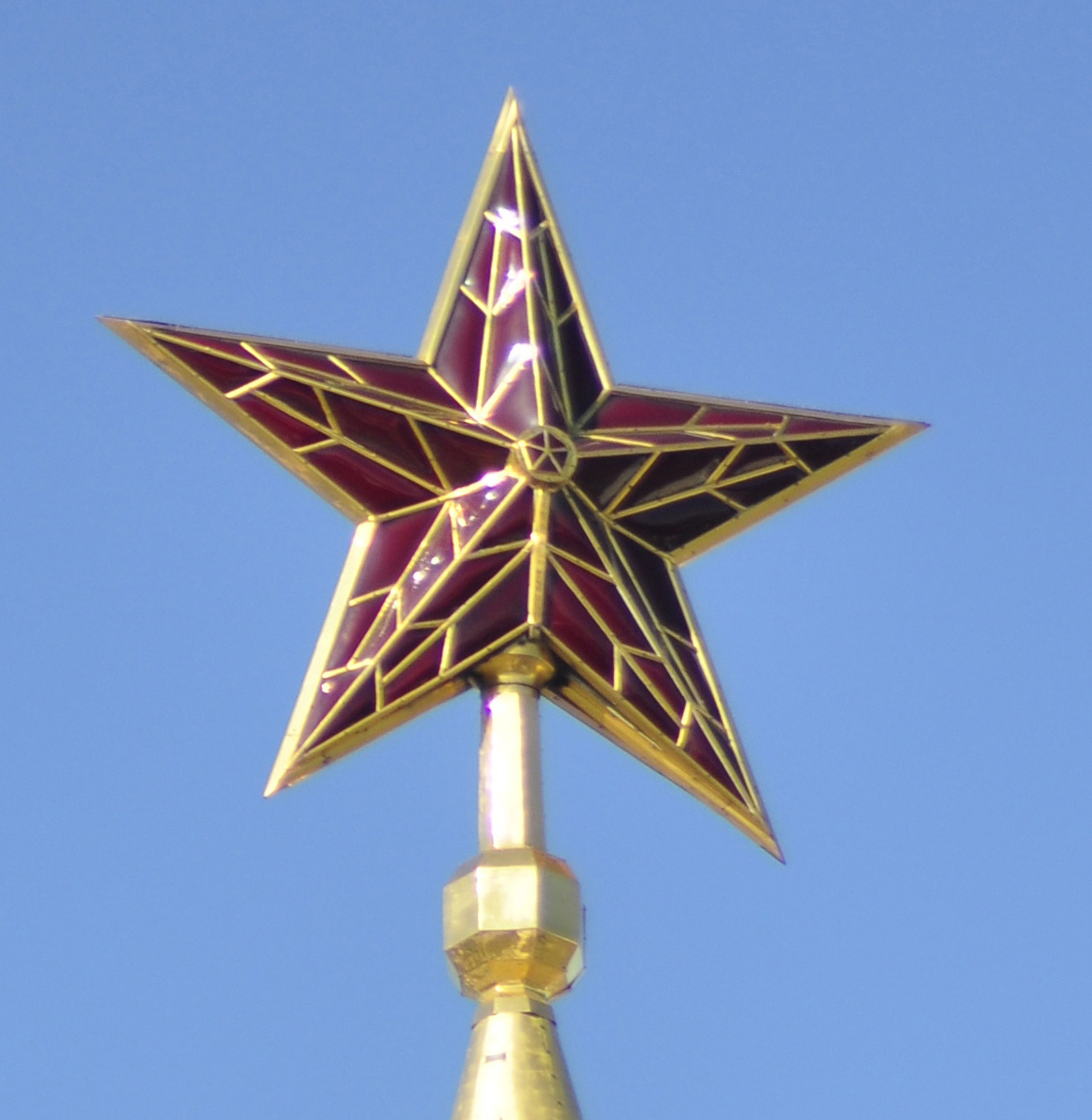
Una de las estrellas sobre la Torre Spasskaya del Kremlin en Moscú